# Dampierre, Jura
Dampierre är en kommun i departementet Jura i regionen Bourgogne-Franche-Comté i östra Frankrike. Kommunen ligger i kantonen Dampierre som tillhör arrondissementet Dole. År 2022 hade Dampierre 1 316 invånare.

## Befolkningsutveckling
Antalet invånare i kommunen Dampierre
Referens:INSEE